# Jean-Marc Dupont
Jean-Marc Dupont (Bergen,  6 juli 1959) is een Belgisch politicus van de PS en voormalig Waals Parlementslid.

## Levensloop
Beroepshalve werd Dupont leerkracht. Tevens werkte hij 13 jaar op verschillende ministeriële kabinetten.
Hij werd politiek actief voor de PS toen hij in 1994 tot gemeenteraadslid van Frameries verkozen werd. Van 2001 tot 2006 was hij er OCMW-voorzitter en van 2006 tot 2009 schepen en waarnemend burgemeester van de gemeente. In 2009 volgde Dupont Didier Donfut op als burgemeester. Van 2014 tot 2018 was hij verhinderd in deze functie.
In 2014 werd Dupont verkozen in het Waals Parlement en het Parlement van de Franse Gemeenschap. In december 2018 nam hij ontslag uit het Waals Parlement wegens de decumul die in werking trad.